# Unu (Fahrzeughersteller)
Die Unu GmbH (Eigenschreibweise: unu) ist ein deutscher Hersteller von Elektromotorrollern mit Sitz in Berlin.

## Geschichte
Der Unternehmensgründer Pascal Blum nutzte während eines Aufenthaltes in China 2012 einen der dort verbreiteten Elektromotorroller und hatte die Idee, derartige Fahrzeuge auch in Deutschland zu vermarkten. Gemeinsam mit Elias Atahi gründete Blum 2013 mit Unterstützung der Technischen Universität München das Unternehmen unu. Der Firmenname bezieht sich auf den Begriff für „Eins“ in der Sprache Esperanto.
Am 23. November 2023 stellte Unu beim Amtsgericht Berlin-Charlottenburg Antrag auf Eröffnung eines  Insolvenzverfahrens.
Die Electro Mobility Company (Emco), ein Hersteller von Elektrorollern, übernahm im April 2024 die Vermögenswerte sowie die Vertriebs- und Servicestrukturen der Marke UNU.

## Firma

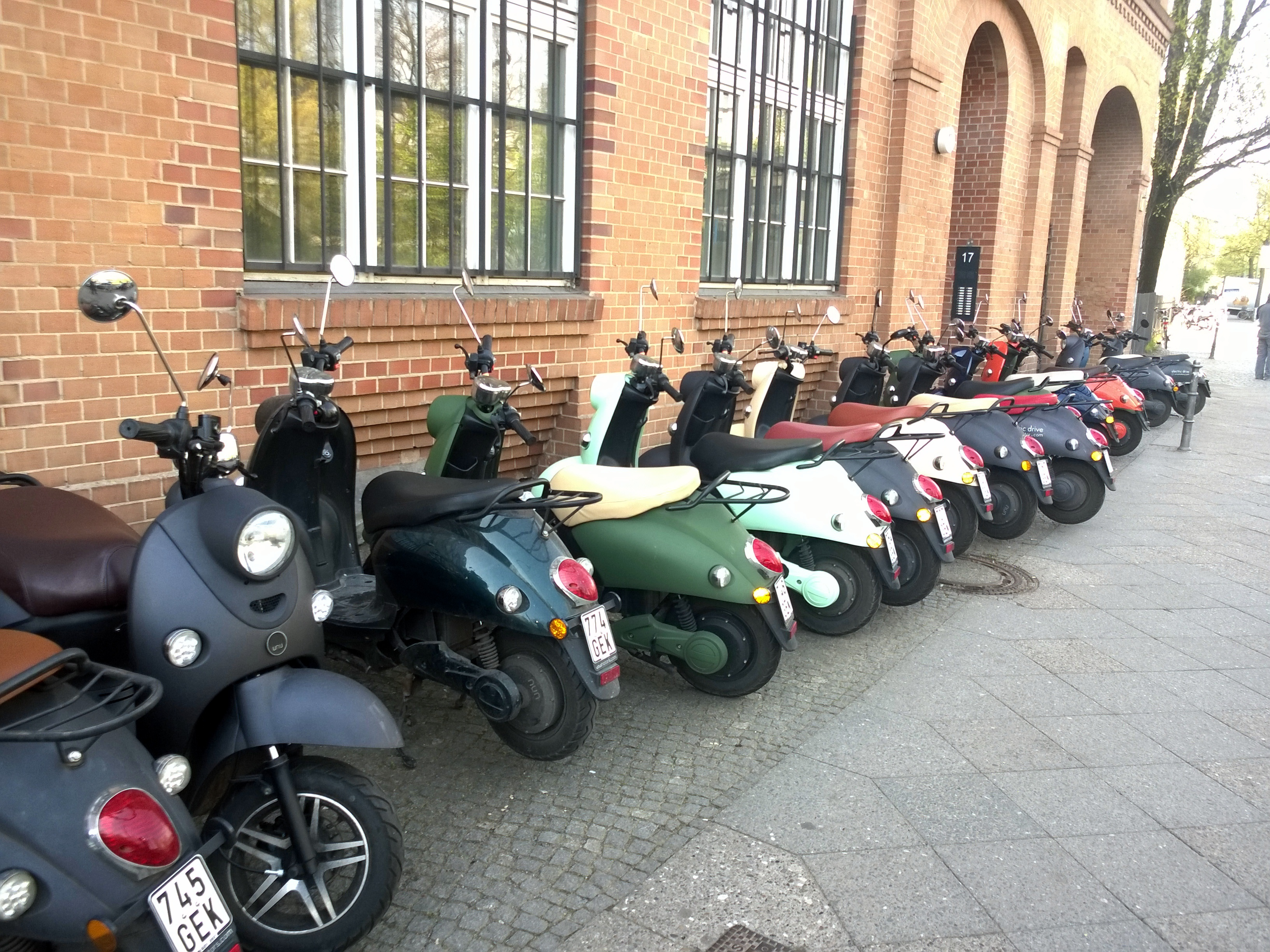
Firmensitz in Berlin-Kreuzberg

Seit dem Jahr 2014 ist das Unternehmen mit dem Kleinkraftrad unu, das in drei Motorstärken angeboten wird, auf dem Markt. Inzwischen werden in China montierte Unu-Roller neben Deutschland auch in Österreich, der Schweiz, Frankreich und den Niederlanden vertrieben.

### Investoren
Im Oktober 2018 gelang es der Firma 10 Mio. EUR bei Kapitalgebern einzusammeln; dabei investierten die französische Iris Capital, die niederländische Venture Capital-Gesellschaft Ponooc, Capnamic Ventures, die NRW.Bank und Business Angels.

### Produkte
Das erste Fahrzeug des Herstellers ist ein von Mitgründer Mathieu Caudal entwickelter Elektromotorroller im „Retro“-Design. Die Aufladung des herausnehmbaren Akkus erfolgt über ein separates Ladegerät an einer normalen Steckdose.
Der elektrische Antriebsmotor befindet sich im Hinterrad und kann wahlweise mit 1.000, 2.000 oder 3.000 Watt bestellt werden. Bei allen drei Motorisierungen beträgt die Leistung weniger als 4 kW und die Höchstgeschwindigkeit 45 km/h, womit der Roller in die EG-Fahrzeugklasse L1e fällt und als Kleinkraftrad zugelassen wird. Das Fahrzeug kann durch Rekuperation beim Bremsen Energie in den Akku zurückspeisen.
Der Roller wurde in China bei Flex gefertigt und dem Kunden nach Hause geliefert. Der Verkauf erfolgte über das Internet, nachdem die Kunden bei einem Repräsentanten des Unternehmens eine Besichtigung oder eine Probefahrt vereinbaren konnten. Die Bestellmöglichkeit war auf Orte beschränkt, in denen Partnerwerkstätten für den Service des Rollers erreichbar waren.
Im Jahr 2017 erfolgte eine Überarbeitung des Rollers, der fortan mit einem Antriebssystem des Herstellers Bosch und mit Reifen von Heidenau ausgestattet war. Neben einem neuen, lüfterlosen Ladegerät wurde auch die Sitzbank überarbeitet.
Vom Classic-Modell wurde bis 2019 eine Stückzahl von rund 10.000 Exemplaren verkauft. Mit dem Modell war Unu in Deutschland Marktführer im Segment der Elektroroller.
Im Mai 2019 stellte Unu das Nachfolgemodell vor.
Der neu entwickelte Roller wird in den Motorstärken 2.000, 3.000 und 4.000 Watt angeboten und soll damit zu den beschleunigungsstärksten Fahrzeugen seines Segments gehören. Erneut liefert Bosch den Antrieb, der weiterhin herausnehmbare Akku wird vom Hersteller LG beigesteuert. Der Roller erhält ein digitales Display, eine Anbindung an das Smartphone und einen digitalen Schlüssel. Anders als beim Vorgänger bietet der Roller neben einem oder zwei Akkus auch noch Platz für Gepäck unter dem Sitz.

Unu „Classic“
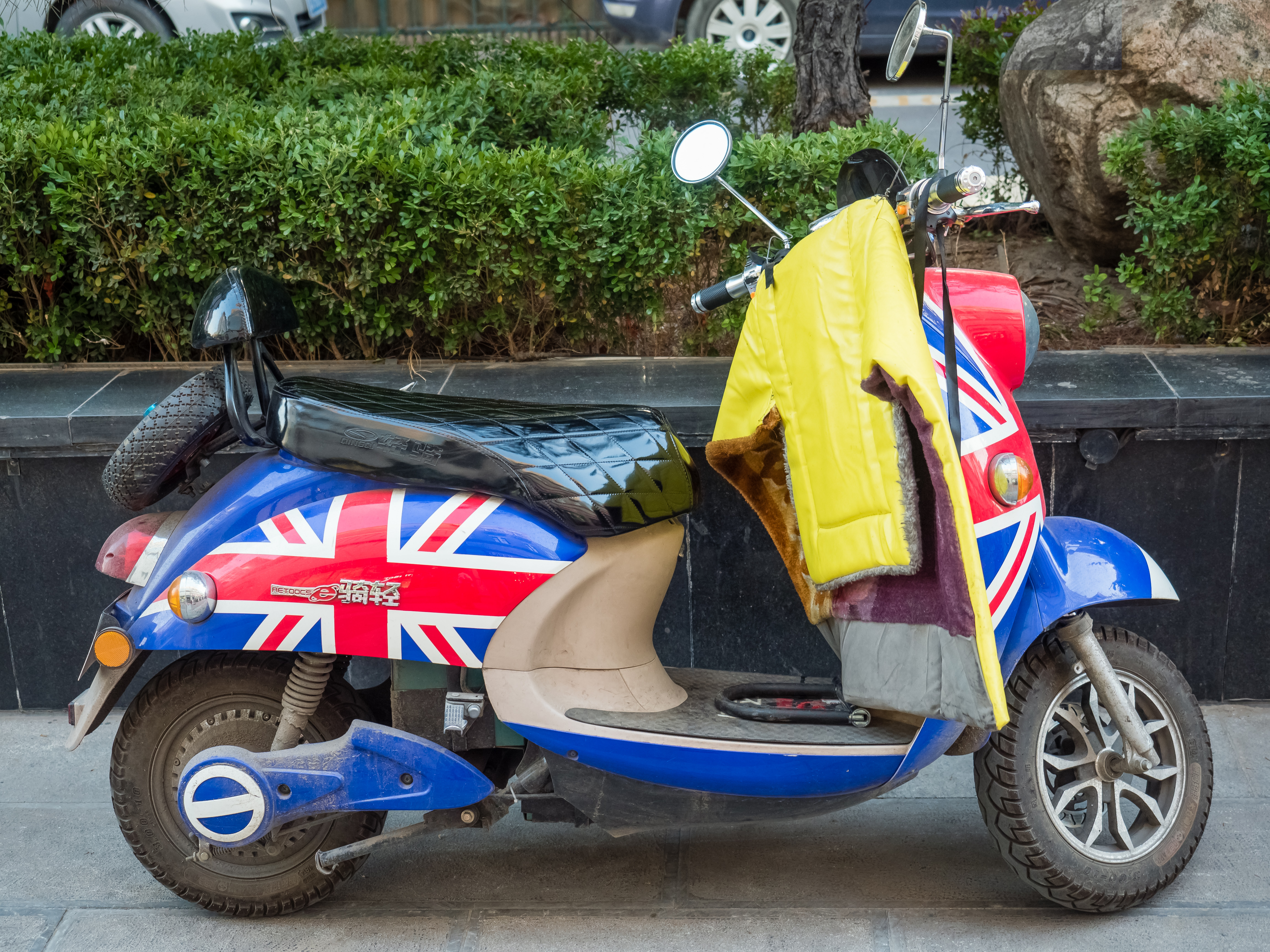
Chinesischer E-Roller als Basis für den Unu
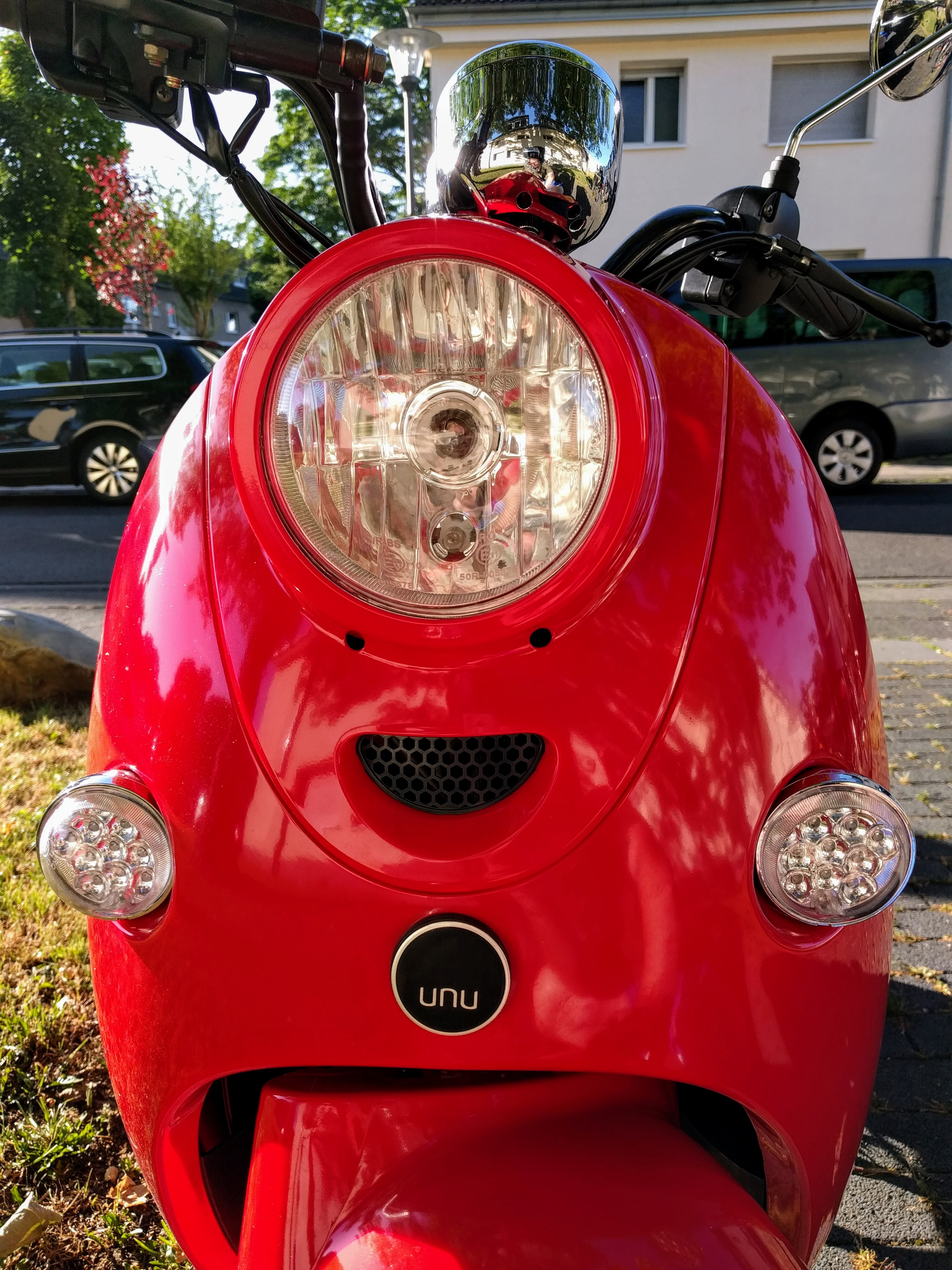
Frontansicht Unu
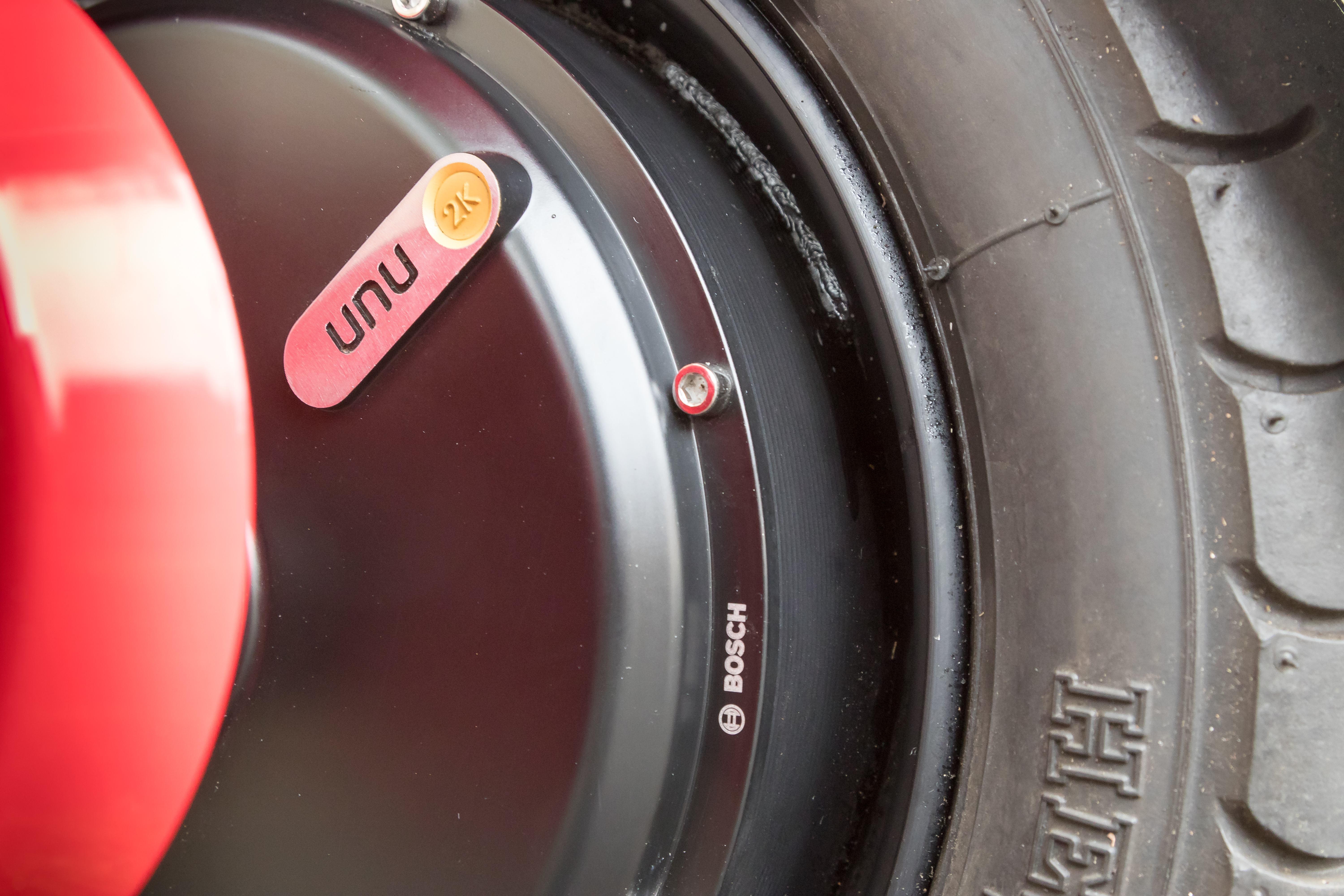
Bosch-Hinterachsmotor mit 2000 Watt am 2017er Modell
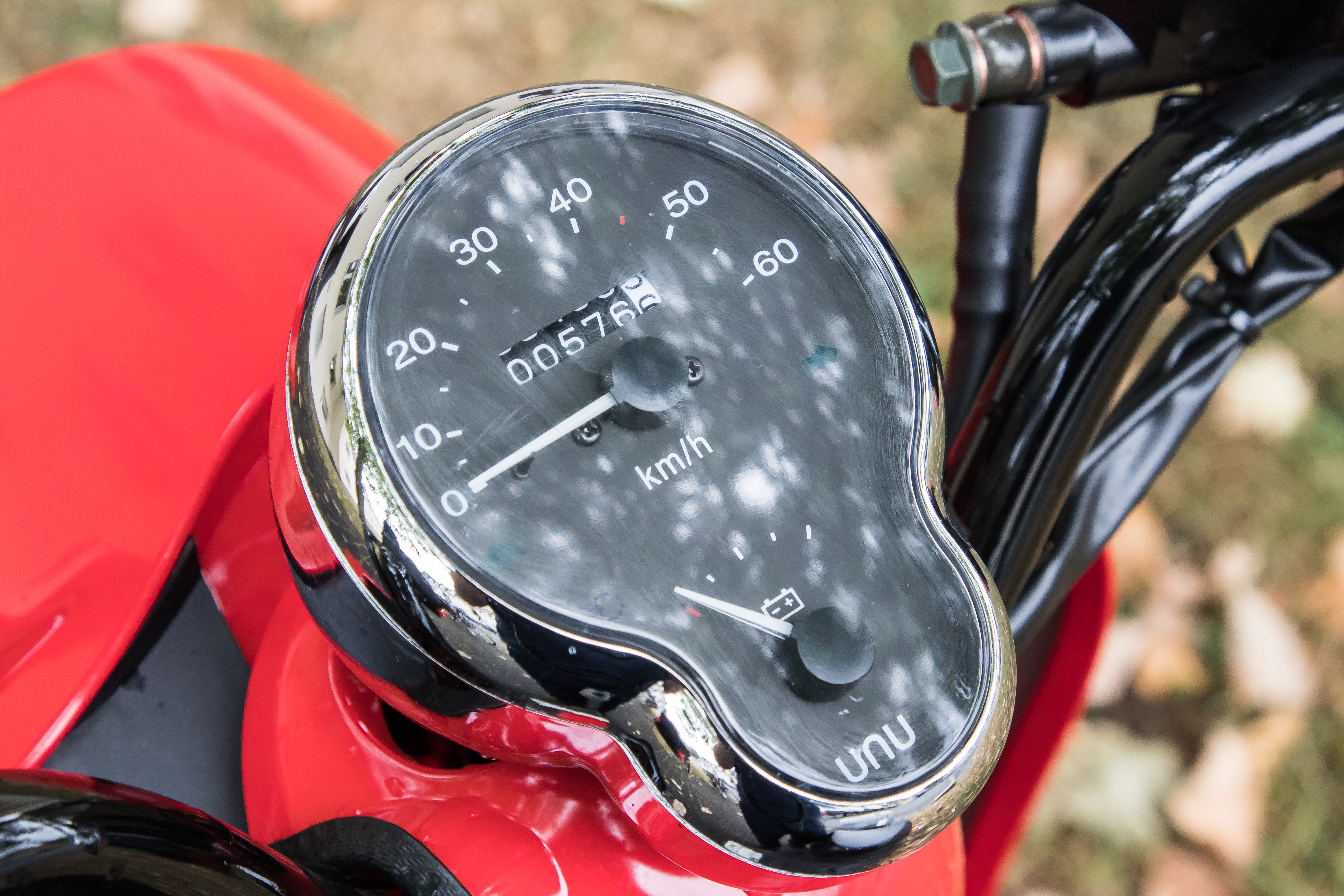
Instrumententräger mit Tachometer und Akkustandsanzeige
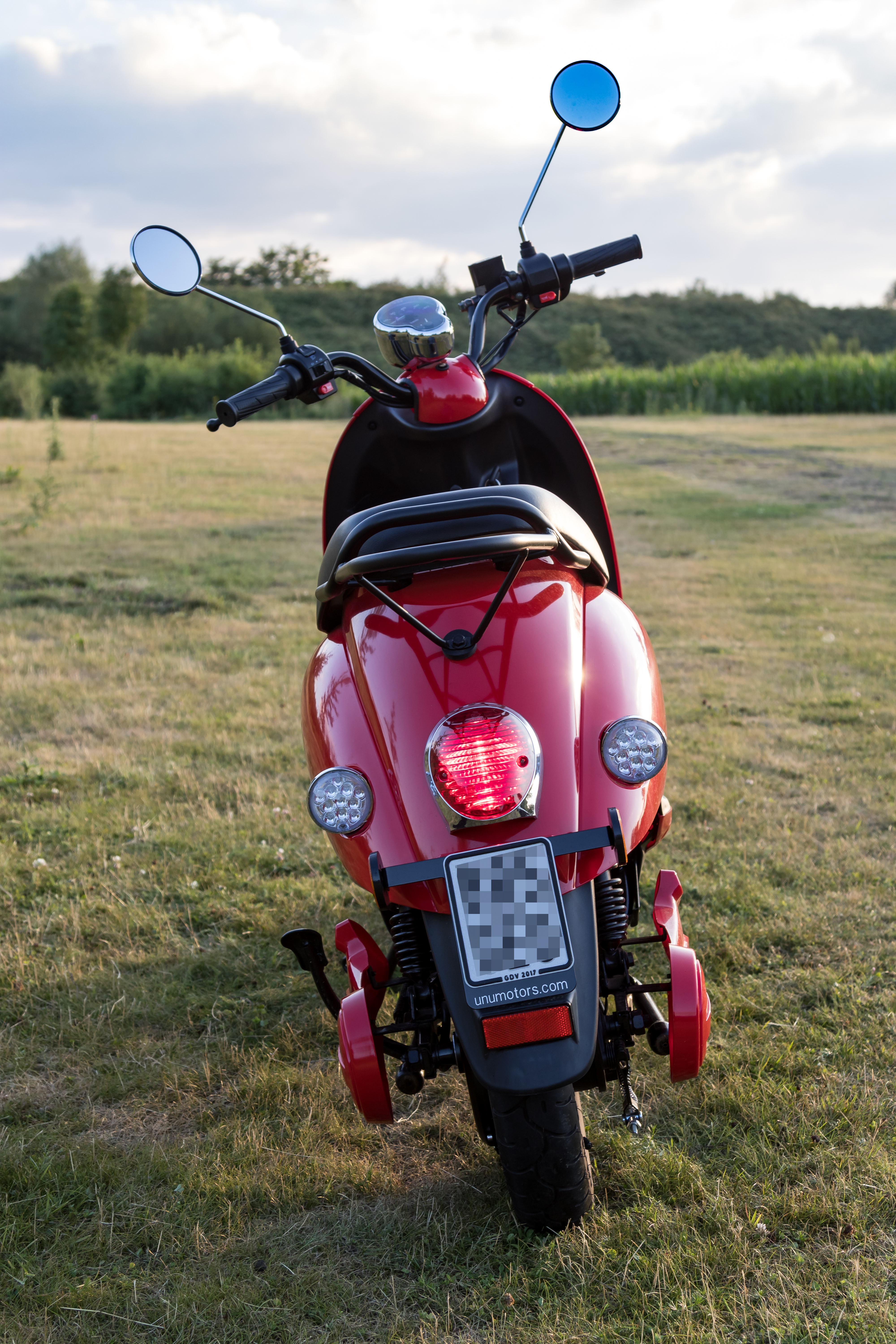
Heckansicht
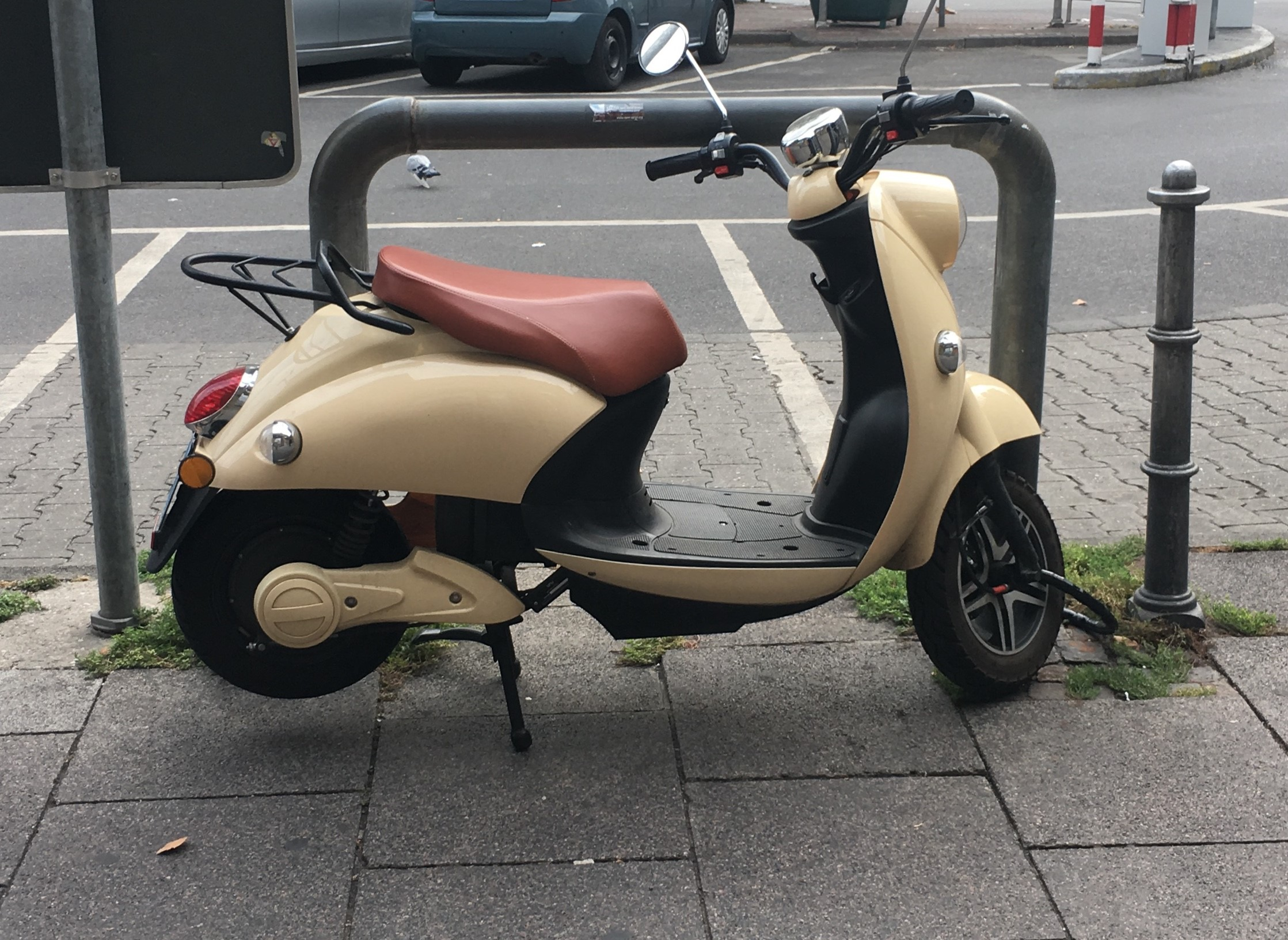
Seitenansicht des Modells vor 2017

### Europäischer Vertrieb
Nach der Einführung in Deutschland wurde das Vertriebsmodell 2015 auch nach Österreich, die Schweiz sowie 2016 auch in die Niederlande ausgeweitet. Dort wird der Roller auch in einer auf 25 km/h gedrosselten Version angeboten, was den Niederländern ein Fahren ohne Helm und auf Radwegen ermöglicht. Im Jahr 2017 expandierte das Unternehmen nach Frankreich und eröffnete dazu einen Pop-Up-Store in Paris.